# Министерство полиции Российской империи
Министерство полиции — центральное государственное учреждение Российской империи, существовавший в 1810—1819 годах, и ведавшее внутренней безопасностью государства, административно-полицейским аппаратом, продовольственными делами и учреждениями общественного призрения, а также врачебным персоналом и медицинскими учреждениями.

## История
Министерство было сформировано при преобразовании министерств в 1810 году. По замыслу М. М. Сперанского, министерство полиции должно было ведать внутренней безопасностью государства.
По учреждению министерства полиции, изданному 25 июня 1811 году, оно состояло из трёх департаментов:
- полиции хозяйственной (дела продовольственные и приказы общественного призрения);
- полиции исполнительной;
- полиции медицинской[3];
- медицинского совета;
- канцелярии министра. Канцелярия министра полиции делилась на две: 
  - общую, предметами ведения которой были медицинская и полицейская статистика, делопроизводство по бумагам, поступающим на имя министра;
  - особенную, ведавшую дела об иностранцах, по заграничным паспортам, цензурную ревизию и особенные дела, то есть «все те дела, которые министр полиции сочтет нужным предоставить собственному его сведению и разрешению».

4 ноября 1819 года министерство полиции присоединено к министерству внутренних дел, а особенная канцелярия министра была закрыта в 1826 году, и вместо неё было учреждено самостоятельное III отделение Собственной Е.И.В. канцелярии, и попечение о государственном и народном хозяйстве отошло отчасти в ведение Министерства финансов и Министерства государственных имуществ.
Министрами полиции были (годы):
- А. Д. Балашов[5][6] генерал-адъютант, (1810—1812 и 1819);
- С. К. Вязмитинов[7][8][9], генерал (1812— 1819).

## Министерство полиции в других государствах
В большинстве государств заведование полицией принадлежит министерству внутренних дел. Особое министерство полиции существовало во Франции с 1796 года по 1802 год; в 1804 году оно было восстановлено Наполеоном и удержалось до 1818 года, после небольшого перерыва в 1814 году. После декабрьского переворота 1851 года министерство полиции было возобновлено, но просуществовало лишь до 21 июня 1853 года. Из французских министров полиции наиболее известен Фуше, занимавший эту должность в 1799—1802, 1804—1810 и 1815 годах.